# Sant Tomàs de Fluvià
Sant Tomàs de Fluvià és un nucli de població del municipi altempordanès de Torroella de Fluvià, situat a l'est del terme i a un parell de quilòmetres al nord del Fluvià, que l'any 2005 tenia 33 habitants censats. És la seu de l'antic priorat de nom Canyà, del qual només en subsisteix l'església, ja que el claustre ha desaparegut.
Aquest petit priorat, bastant desconegut, sovint ha estat confós amb el veí de Sant Miquel de Fluvià. Fou creat entre el 1066 i el 1098 pel monestir de Sant Víctor de Marsella, que va esdevenir un centre de reforma monàstica de tipus gregorià que, amb l'annexió de nombrosos priorats i abadies, formà una mena de congregació de més de tres-centes cases. Fou ocupat per un prior i dos monjos; la comunitat es va reduir al final del segle xiv. Al segle xv el priorat es va convertir en simple església parroquial.
Dins del patrimoni arquitectònic en destaca l'església.